# Bandeira de Kuala Lumpur

A bandeira de Kuala Lumpur, Malásia, é a bandeira da cidade de Kuala Lumpur. É uma variante do Jalur Gemilang, a bandeira da Malásia. A bandeira foi introduzida em 14 de maio de 1990, na sequência de seu centenário (100 anos) de Cuala Lumpur como uma autoridade local instituída (transformação em concelho ou município).

## O uso da bandeira do estado

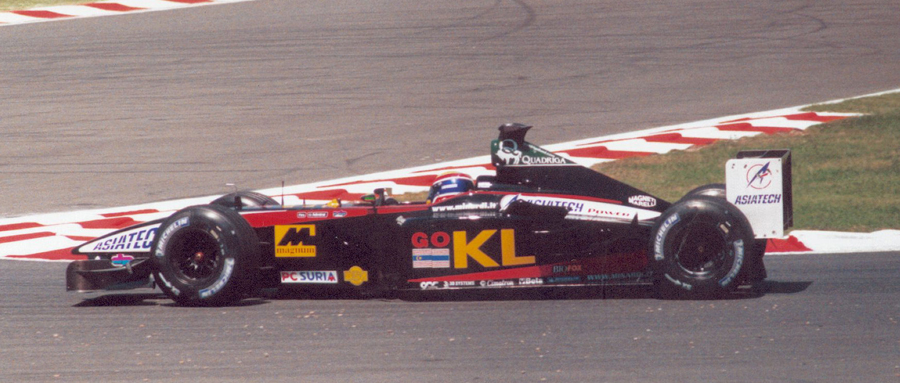
O Minardi PS02, exibindo uma bandeira KL, conduzido por Mark Webber.

- O carro de Fórmula 1, Minardi PS02, exibe a bandeira de Cuala Lumpur.

## Simbolismo
- Vermelho: força e coragem
- Branco: pureza e beleza da cidade
- Amarelo: soberania e prosperidade
- Azul: cidadania da cidade